# 조제 파질랴
조제 파질랴(브라질 포르투갈어: José Padilha, 1976년 8월 1일 ~ )는 브라질 출신의 영화 감독, 영화 제작자이다. 2007년 브라질에서 개봉한 범죄 영화 《엘리트 스쿼드》(Tropa de Elite)와 그 속편으로 이름을 알린 뒤, 2014년 할리우드 영화 《로보캅》(2014)의 성공적인 리부트로 능력을 증명하였다.
2008년 《엘리트 스쿼드》로 베를린 국제 영화제 황금곰상을 수상했다.

## 연출작 목록

### 영화
| 연도 | 제목            | 원제                                       | 비고       |
| ---- | --------------- | ------------------------------------------ | ---------- |
| 2002 | 버스 174        | Ônibus 174                                 | 다큐멘터리 |
| 2007 | 엘리트 스쿼드   | Tropa de Elite                             |            |
| 2009 | 가라파          | Garapa                                     | 다큐멘터리 |
| 2011 | 엘리트 스쿼드 2 | Tropa de Elite 2: O Inimigo Agora é Outro' |            |
| 2010 | 부족의 비밀     | Segredos da Tribo                          | 다큐멘터리 |
| 2014 | 로보캅          | Robocop                                    |            |
| 2014 | 사랑해, 리우    | Rio, Eu Te Amo                             |            |
| 2018 | 엔테베 작전     | Entebbe                                    |            |